# Saison 2021-2022 du Venise Football Club
Maillots
Dernière mise à jour : 23 octobre 2022.
Chronologie
Saison précédente Saison suivante
La saison 2021-2022 du Venise FC est la 1er depuis 2002 du Venise FC en Serie A. Elle fait suite à la saison 2020-2021 (en) qui a vu Venise arracher l’accession dans l’élite du football italien grâce à sa victoire au barrage contre l’AS Cittadella.
Lors de la saison 2021-2022, le Venise FC est engagé dans deux compétitions officielles : championnat d'Italie et Coupe d’Italie.
L'été est marqué par l’accession en Serie A.

## Transferts
| Nom                 | Nationalité | Poste     | Forme           | Période | Provenance/Destination | Division            |
| Arrivées            |             |           |                 |         |                        |                     |
| Mattia Caldara      | Italie      | Défenseur | prêt            | Été     | AC Milan               | Serie A             |
| Gianluca Busio      | États-Unis  | Attaquant | 6M€             | Été     | Sporting Kansas City   | Major League Soccer |
| Tanner Tessmann     | États-Unis  | Milieu    | 3,6M€           | Été     | FC Dallas              | Major League Soccer |
| David Okereke       | Nigeria     | Attaquant | prêt            | Été     | Club Bruges            | Division 1A         |
| Tyronne Ebuehi      | Nigeria     | Défenseur | prêt            | Été     | Benfica Lisbonne       | Liga NOS            |
| Dor Peretz          | Israël      | Milieu    | Transfert libre | Été     | Maccabi Tel-Aviv       | Ligat HaAl          |
| Daan Heymans        | Belgique    | Milieu    | Transfert libre | Été     | Waasland-Beveren       | Division 1A         |
| David Schnegg       | Autriche    | Défenseur | 250K€           | Été     | LASK                   | Bundesliga          |
| Arnór Sigurðsson    | Islande     | Milieu    | prêt            | Été     | CSKA Moscou            | Premier-Liga        |
| Départs             |             |           |                 |         |                        |                     |
| Youssef Maleh       | Italie      | Milieu    | Fin du prêt     | Été     | ACF Fiorentina         | Serie A             |
| Sebastiano Esposito | Italie      | Milieu    | Fin du prêt     | Été     | Inter Milan            | Serie A             |